# Kindereisenbahn (Fahrgeschäft)

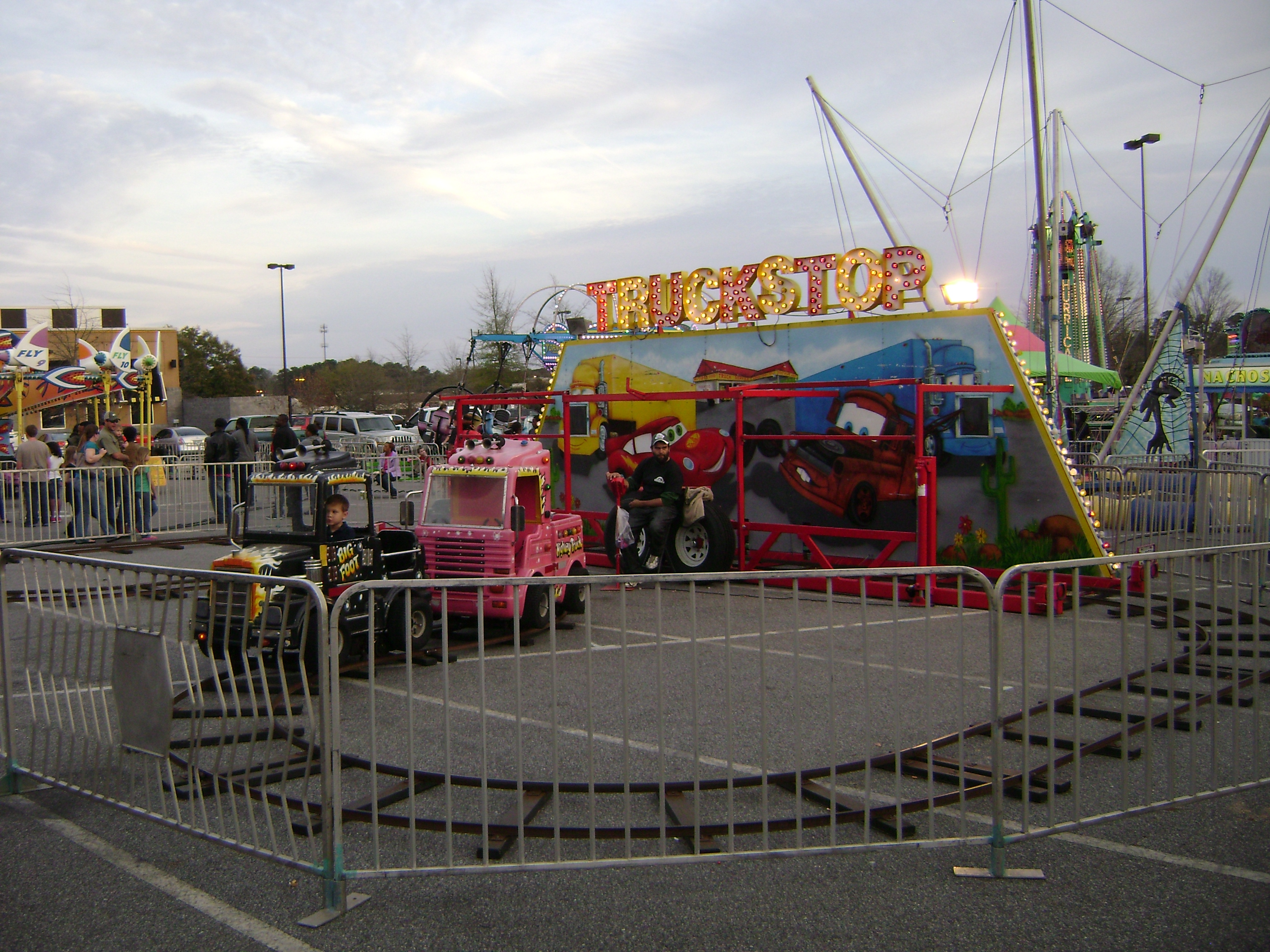
Transportable Kindereisenbahn

Kindereisenbahn bezeichnet eine transportable, elektrisch betriebene Eisenbahn, die in der Regel als Fahrgeschäft für Kinder auf Volksfesten, Jahrmärkten oder Weihnachtsmärkten dient. 
Die Stromversorgung erfolgt anlagenabhängig mit 12 oder 24 Volt Gleichstrom oder 38 Volt Wechselstrom, meist direkt über die Fahrschienen.
Da die Strecken meist sehr kurz sind (üblicherweise maximal 50 Meter) und die Schienen über einen großen Querschnitt verfügen, sind die Übertragungsverluste trotz der hohen Stromstärken gering. Sollten die Übertragungsverluste trotzdem zu hoch sein, erfolgt eine zweite Speisung, entweder über ein entlang der Strecke verlegtes Kabel oder über ein zweites „Unterwerk“.
Die Fahrzeuge für Gleichstrombetrieb werden oft wie alte Straßenbahnfahrzeuge über Vorwiderstände mit einem Stufenschalter gesteuert. Bei manchen Fahrzeugen gibt es nur einen einfachen An-Aus-Schalter oder eine Reihen- oder Parallelschaltung als einzigen Weg der Geschwindigkeitsregulierung. Bei Fahrzeugen für Wechselstrombetrieb wird die Spannung an Bord auf etwa 70 Volt herauf transformiert und dann den Motoren zugeführt. Einige neuere Kindereisenbahnen für Wechselstrombetrieb benutzen eine Phasenanschnittsteuerung mittels Thyristoren.